# Kup Hrvatske u odbojci za muškarce 2016.
Kup Hrvatske u odbojci za muškarce za 2016. godinu je osvojila Mladost Proenergy iz Zagreba. 

Kup je igran u jesenskom dijelu sezone 2016./17.

## Rezultati

### 1. kolo
Susreti su igrani 26. listopada 2016. 
| klub1            | rez. | klub2                                  |
| ---------------- | ---- | -------------------------------------- |
| Split            | 0:3  | Mladost Ribola Kaštela (Kaštel Lukšić) |
| Medicinar Zagreb | 0:3  | Mladost Proenergy Zagreb               |
| Kitro Varaždin   | 2:3  | Centrometal Črečan                     |
| Karlovac         | 0:3  | Sisak                                  |
| Sokol Požega     | 0:3  | Mursa - Osijek                         |
| Zadar            | 3:0  | Šibenik 91                             |
| Mlaka Rijeka     | 3:2  | Rovinj                                 |
| Rijeka           | 3:0  | Gorica (Velika Gorica)                 |

### Četvrtzavršnica
Susreti su igrani 23. studenog 2016. 
| klub1          | rez. | klub2                                  |
| -------------- | ---- | -------------------------------------- |
| Mlaka Rijeka   | 0:3  | Mladost Ribola Kaštela (Kaštel Lukšić) |
| Rijeka         | 1:3  | Mladost Proenergy Zagreb               |
| Zadar          | 0:3  | Centrometal Črečan                     |
| Mursa - Osijek | 3:0  | Sisak                                  |

### Završni turnir
Igrano 28. i 29. prosinca 2016. u Kaštel Starome u Gradskoj dvorani Kaštela.
| klub1                                  | rez.          | klub2                    |
| poluzavršnica                          | poluzavršnica | poluzavršnica            |
| -------------------------------------- | ------------- | ------------------------ |
| Mladost Ribola Kaštela (Kaštel Lukšić) | 3:0           | Centrometal Črečan       |
| Mladost Proenergy Zagreb               | 3:0           | Mursa - Osijek           |
|                                        |               |                          |
| za pobjednika                          |               |                          |
| Mladost Ribola Kaštela (Kaštel Lukšić) | 2:3           | Mladost Proenergy Zagreb |